# Магнуссон, Йенс
Йенс Микаэль Магнуссон (швед. Jens Mikael Magnusson; род. 6 декабря 2004) — шведский футболист, полузащитник «Вестероса».

## Клубная карьера
Является воспитанником «Энгельхольма». Выступал за юношеские команды клуба. 11 сентября 2022 года дебютировал за основную команду в матче первого дивизиона против ГАИС. В январе 2023 года подписал с клубом первый профессиональный контракт. В октябре 2023 года проходил просмотр в «Хельсингборге», проведя один матч за молодёжную команду клуба.
22 марта 2022 года перешёл в «Вестерос», по итогам предыдущего сезона вышедший в Алльсвенскан. Контракт с командой был рассчитан на четыре года. 13 апреля в матче с «Хальмстадом» дебютировал в чемпионате Швеции, появившись на поле на 74-й минуте вместо Патрика Ослунда.

## Клубная статистика
| Выступление      | Выступление      | Выступление      | Лига | Лига | Кубки | Кубки | Конт. кубки | Конт. кубки | Разное | Разное | Итого | Итого |
| Клуб             | Лига             | Сезон            | Игры | Голы | Игры  | Голы  | Игры        | Голы        | Игры   | Голы   | Игры  | Голы  |
| ---------------- | ---------------- | ---------------- | ---- | ---- | ----- | ----- | ----------- | ----------- | ------ | ------ | ----- | ----- |
| Энгельхольм      | Дивизион 1       | 2022             | 4    | 1    | 1     | 0     | 0           | 0           | 0      | 0      | 5     | 1     |
| Энгельхольм      | Дивизион 1       | 2023             | 29   | 2    | 0     | 0     | 0           | 0           | 2      | 0      | 31    | 2     |
| Энгельхольм      | Итого            | Итого            | 33   | 3    | 1     | 0     | 0           | 0           | 2      | 0      | 36    | 3     |
| Вестерос         | Алльсвенскан     | 2024             | 3    | 0    | 0     | 0     | 0           | 0           | 0      | 0      | 3     | 0     |
| Вестерос         | Итого            | Итого            | 3    | 0    | 0     | 0     | 0           | 0           | 0      | 0      | 3     | 0     |
| Всего за карьеру | Всего за карьеру | Всего за карьеру | 36   | 3    | 1     | 0     | 0           | 0           | 2      | 0      | 39    | 3     |